# 岩手一戸トンネル
岩手一戸トンネル（いわていちのへトンネル）は、東北新幹線にあるトンネル。2002年12月1日に八戸駅延伸に伴って開通した。
東北新幹線のいわて沼宮内駅と二戸駅の間にあり、長さは25,808メートルである。開業時、山岳用トンネルとしては上越新幹線の大清水トンネル（22,221メートル）を抜いて世界一となったが、2007年6月にスイスのレッチュベルクベーストンネル（34,576.6メートル）が上回った。また、2010年12月に東北新幹線の八甲田トンネル（26,455メートル）が供用を開始するまでは日本最長の陸上トンネルであった。貫通日基準では、2005年2月に東北新幹線八甲田トンネルが貫通したことで世界2位となり、同年4月のレッチュベルクベーストンネル貫通で世界3位となった。
計画・建設時の仮称は岩手トンネルであった。

## 歴史
- 1989年（平成元年）8月9日 - 着手[1]
- 2000年（平成12年）9月9日 - 貫通
- 2002年（平成14年）12月1日 - 同区間を含む東北新幹線盛岡駅 - 八戸駅が開業
- 2016年（平成28年）8月 - トンネル内携帯電話サービス開始[2]

## 通過する自治体
- 岩手県
  - 岩手郡岩手町
  - 二戸郡一戸町